# Liviu Cigăreanu
Liviu-Ioan-Ștefan Cigăreanu (n. 7 decembrie 1875, Turda, Cluj, Austro-Ungaria – d. 18 august 1952, Mănăstirea Văcărești, București, România) a fost membru de seamă al Familiei Rațiu, om politic, doctor în drept, avocat, notar public, decan al Baroului Timiș și prefect al Județului Timiș-Torontal.

## Originea și studiile
Descendent al Familiei Rațiu de Nagylak (Noșlac) din Turda, atestată în Transilvania la începutul secolului al XIV-lea și reînnobilată în anul 1625 de către principele Gabriel Bethlen. A fost fiul lui Ion și Ana Cigăreanu. Mama sa a fost sora Protop. Nicolae-Portos Rațiu, stră-strănepot al Prepoz. Basiliu Rațiu și strănepot de văr al Dr. Ioan Rațiu. A fost căsătorit cu Ana Coman, decedată pe 2 iulie 1944. Au avut o fiică, Ana-Angela (Mimi), decedată pe 13 aprilie 1944. A studiat la Turda, Blaj, Cluj și Budapesta. A fost doctor în drept al Universității din Budapesta, 1902.

## Activitatea politică și profesională
După absolvirea liceului la Blaj, unde a participat la difuzarea Memorandului, urmează cursurile Facultății de Drept, Universitatea din Cluj (1893-1898), luând parte activă la manifestațiile de solidaritate cu tribunii din procesul Memorandului. A fost unul din cei 41 de studenți exmatriculați, înainte de examen, din universitățile austro-ungare, în iunie 1894, din cauza apelului lansat intelectualilor în 5 mai 1894, prima zi a procesului memorandiștilor și solidarizarea cu comitetul național condus de dr. Ioan Rațiu. După anularea interdicției, la intervenția guvernului român, în Octombrie 1894 s-a reînscris la facultate și în anul IV de studii s-a transferat la Budapesta. După absolvire, fiind considerat „persona non grata”, este silit să se auto-exileze ca stagiar la Biserica Alba, Vârșeț, Banat (acum în Serbia). În anul 1902 devine doctor în drept al Universității din Budapesta și deschide birou de avocat la Oravița.
A fost membru al Partidului Național Român din 1894. Ca membru în conducerea Partidului Național Român mobilizează românii de pe valea Carașului pentru participarea la activismul parlamentar. A participat ca delegat al orașului Oravița la Marea Adunare Națională de la Alba Iulia. După împlinirea la 1 Decembrie 1918 a „Unirii cu Țara”, în anul 1919 se transferă la Timișoara ca avocat și jurist consult al Uzinelor și Domeniilor Reșița. Competența juridică și social-morală îl impun în elita intelectuală bănățeană. Este ales decan al Baroului Timiș, în trei rânduri, în anii 1924, 1927 și 1937, vicepreședinte al Uniunii Avocaților din România și prefect al județului Timiș-Torontal în guvernarea Partidului Național Țărănesc, 1928-1930. În rândurile baroului din Timișoara au activat ca decani, avocați de mare valoare morală și profesională printre care și Liviu Cigăreanu. Încă de la înființarea corpului profesional al avocaților, aceștia au fost în primele rânduri ale luptei duse pentru reîntregirea neamului românesc, mulți dintre aceștia făcând parte din rândurile Partidului Național Român, din componența căruia făcea parte și elita intelectualilor bănățeni. După instaurarea administrației românești în Banat, Statul Român a făcut apel la avocați, să intre în administrație, ocupând înalte funcții administrative. Printre cei care au ocupat demnitatea de Prefect al Judetului Timiș a fost și Liviu Cigăreanu. A fost decorat cu Ordinul Coroana României, în grad de ofițer, pentru serviciile aduse Marii Uniri.

## Calvarul și martiriul
În 1939 se retrage din avocatură și devine notar public, până la arestarea sa în noaptea din Sâmbăta Paștilor la 15 aprilie 1952. În timpul războiului a fost șef de cabinet la Președinția Consiliului de Miniștri. Atitudinea sa profund democratică s-a manifestat și în timpul dictaturii militare. În locuința sa adăpostește două familii de evrei, iar din 1943, pe nepotul său Mircea-Dimitrie Rațiu supravegheat de Siguranța Statului pentru colaborare cu fratele Ion-Iancu, refugiat politic în Anglia din 1940. A condamnat public trecerea trupelor române dincolo de Nistru. A contribuit la acțiunea de salvare a comuniștilor (Gheorghe Gheorghiu-Dej ș.a.) închiși la Caransebeș, opunându-se predării acestora germanilor care i-ar fi executat ca spioni ai URSS. 
Regimul austro-ungar și cel totalitar nu s-au încumetat să-l priveze de libertate, pentru criticile publice aduse. Sub dictatura comunistă, instaurată de trupele sovietice, a fost însă arestat, condamnat și exterminat la vârsta de 77 ani. A decedat în închisoarea Văcărești la 18 august 1952, unde ispășea condamnarea de 24 luni în colonia de munca (decizia M.A.I. nr.532/1952), pentru activitate în Partidul Național Țărănesc. A murit decimat de enterită dizenteriformă după patru luni de detenție și a fost îngropat într-un loc necunoscut. A fost privat până și de dreptul elementar creștinesc, de a avea parte de rugăciunile prohodului și de un mormânt cu cruce la căpătâi. În memoria sa, din inițiativa lui Mircea-Dimitrie Rațiu a fost realizat un basorelief din bronz al Dr. Liviu Cigăreanu (sculptori: Cornel Vana și Ovidiu Guleș), care împreună cu o placă comemorativă au fost așezate pe fațada Colegiului Tehnic „Dr. Ioan Rațiu” din Turda alături de cele ale Dr. Augustin Rațiu, ctitorul acestei vechi și prestigioase instituții de învățământ. Colegiul a fost construit pe terenul fostei casei părintești, donat de către dr. Liviu Cigăreanu. Casa proprietate personală situată în Str. Timotei Cipariu Nr. 2 din Timișoara i-a fost confiscată de regimul comunist. Tot la inițiativa lui Mircea-Dimitrie Rațiu au fost confecționate două placi memoriale pentru a fi așezate pe fațada și în holul casei sale din Timișoara, str. Timotei Cipariu nr. 2. Datorită opoziției actualilor proprietari ai casei, acest lucru nu s-a putut realiza deocamdată. 
În parcela din Cimitirul Bisericii Rățeștilor “Adormirea Maicii Domnului” din Turda Veche, rezervată membrilor familiei Rațiu, lângă soția sa, așteaptă încă un loc de mormânt gol, cel al martirului Liviu Cigăreanu. 

## Decorații
- Ordinul „Coroana României” în gradul de Ofițer (7 noiembrie 1941)[1]

## Galerie de imagini

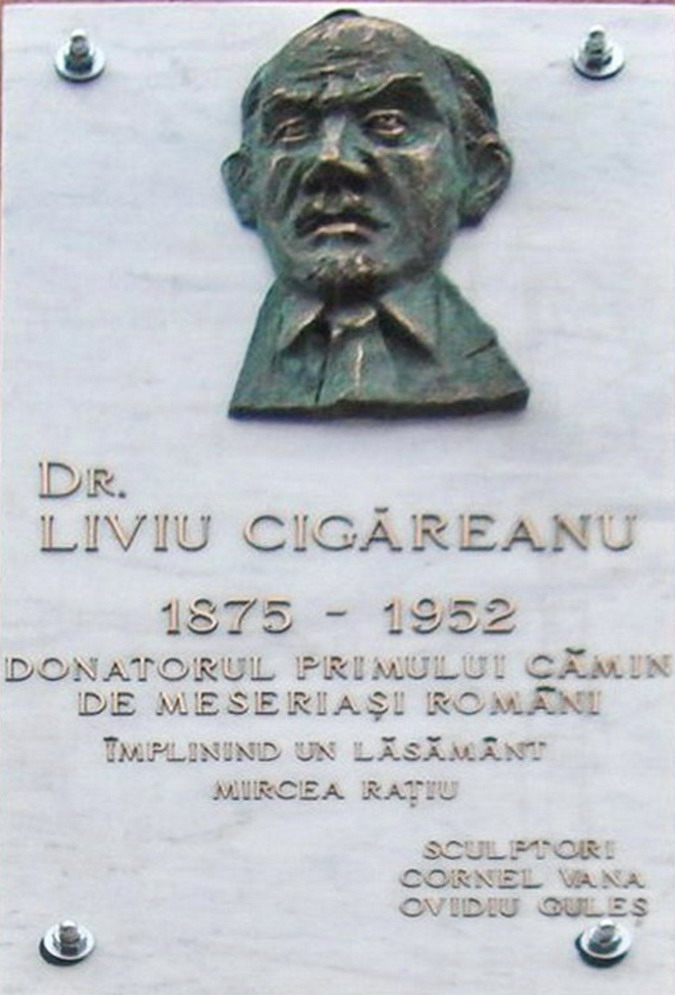
Liviu Cigăreanu, Placa memorială de pe fațada Colegiului Tehnic „Dr. Ioan Rațiu” din Turda, str. Aurel Vlaicu, nr. 3
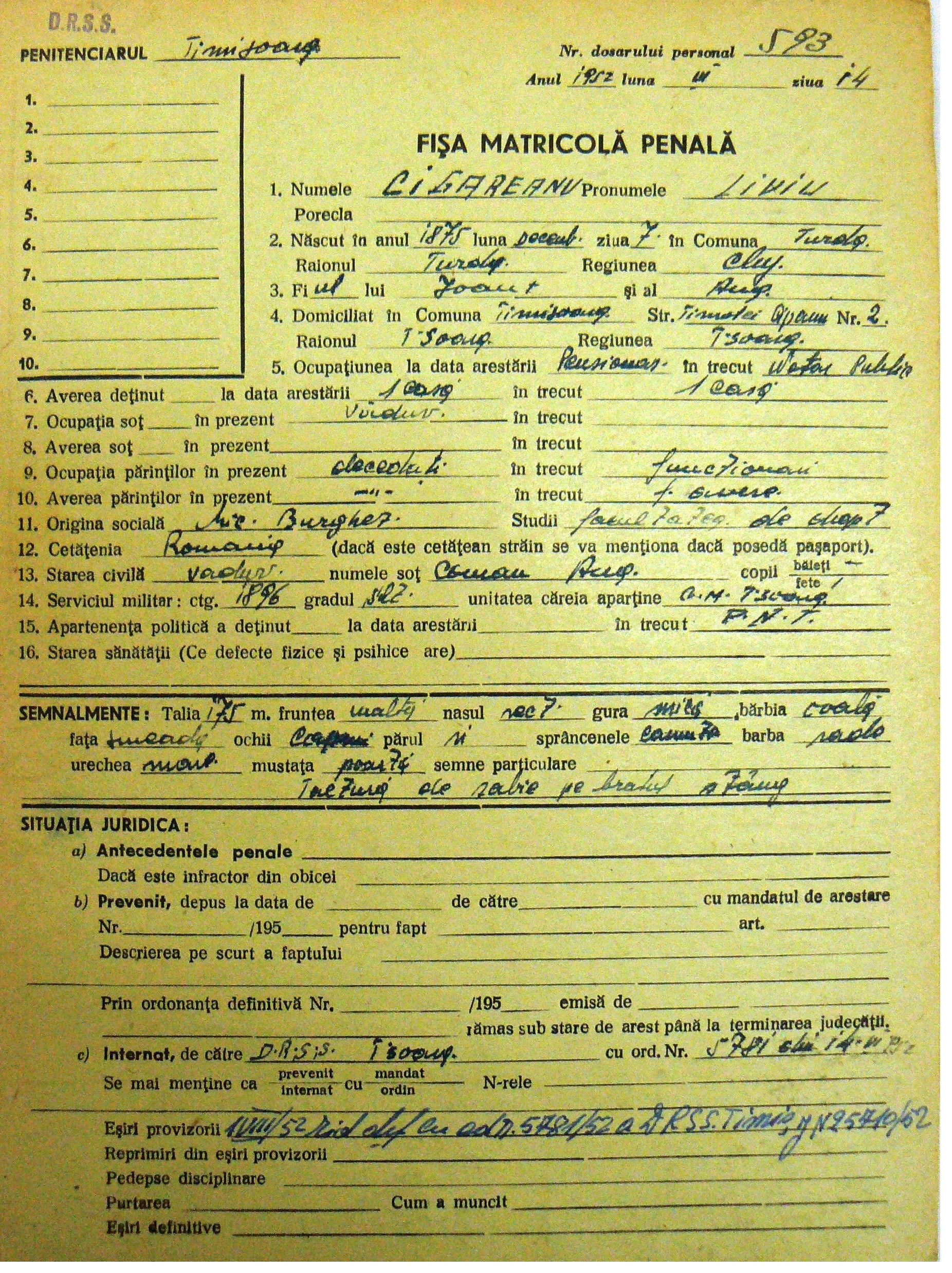
Liviu Cigăreanu, Fișă matricolă penală-1
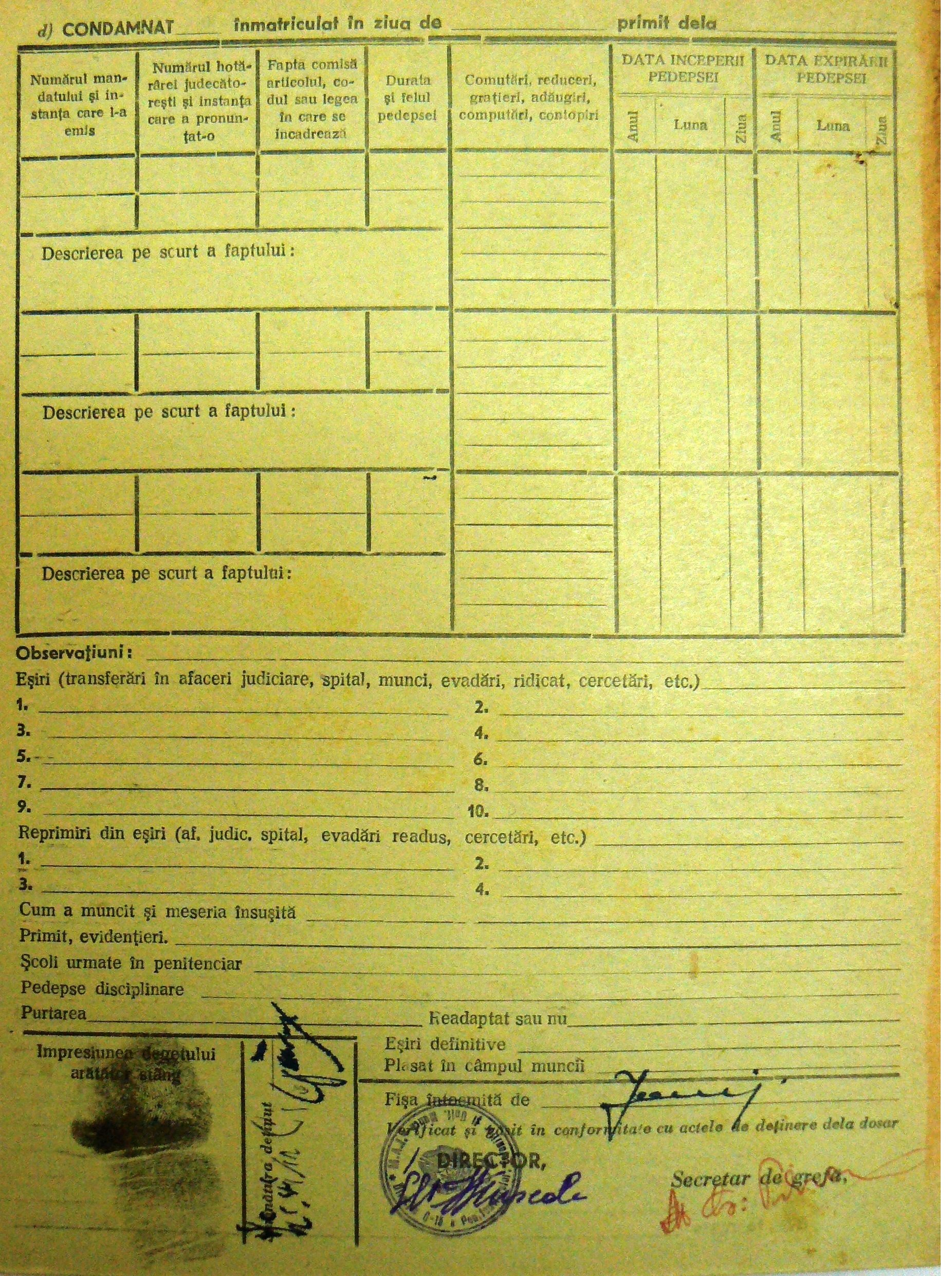
Liviu Cigăreanu, Fișă matricolă penală-2
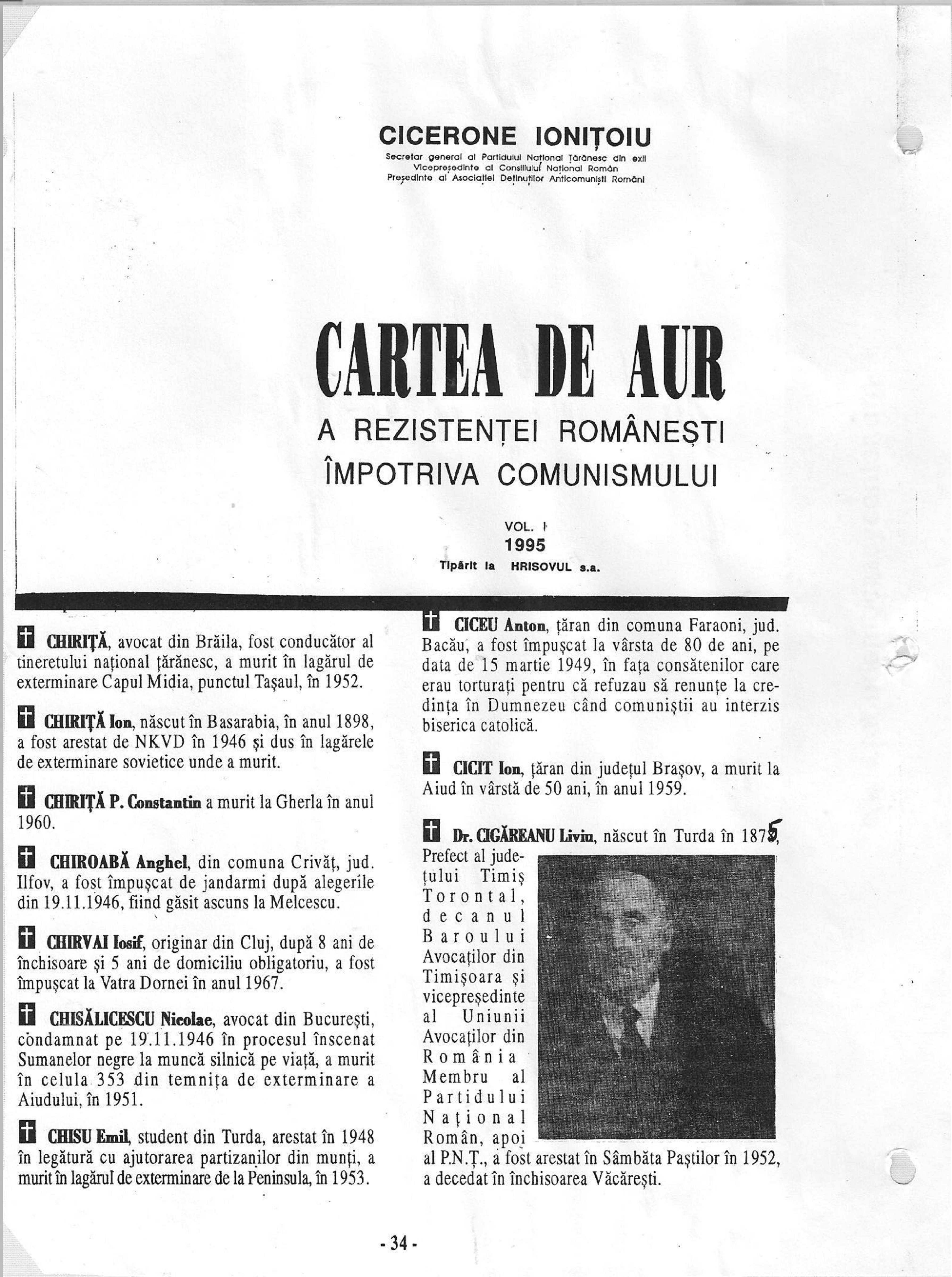
Liviu Cigăreanu, în Cartea de aur a rezistenței românești împotriva comunismului
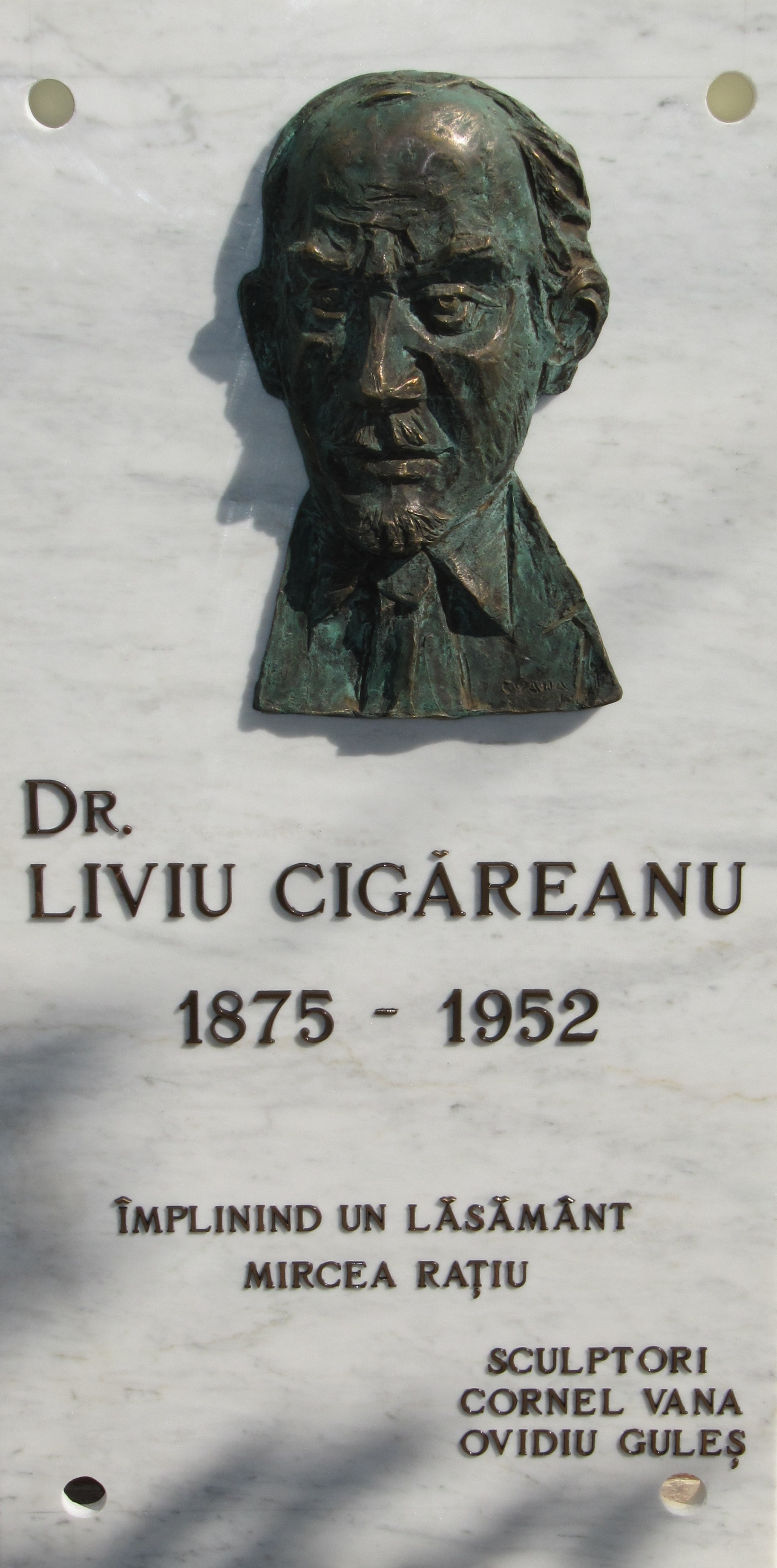
Liviu Cigăreanu, Placa memorială destinată pentru fațada casei din Timișoara, str. T. Cipariu nr. 2
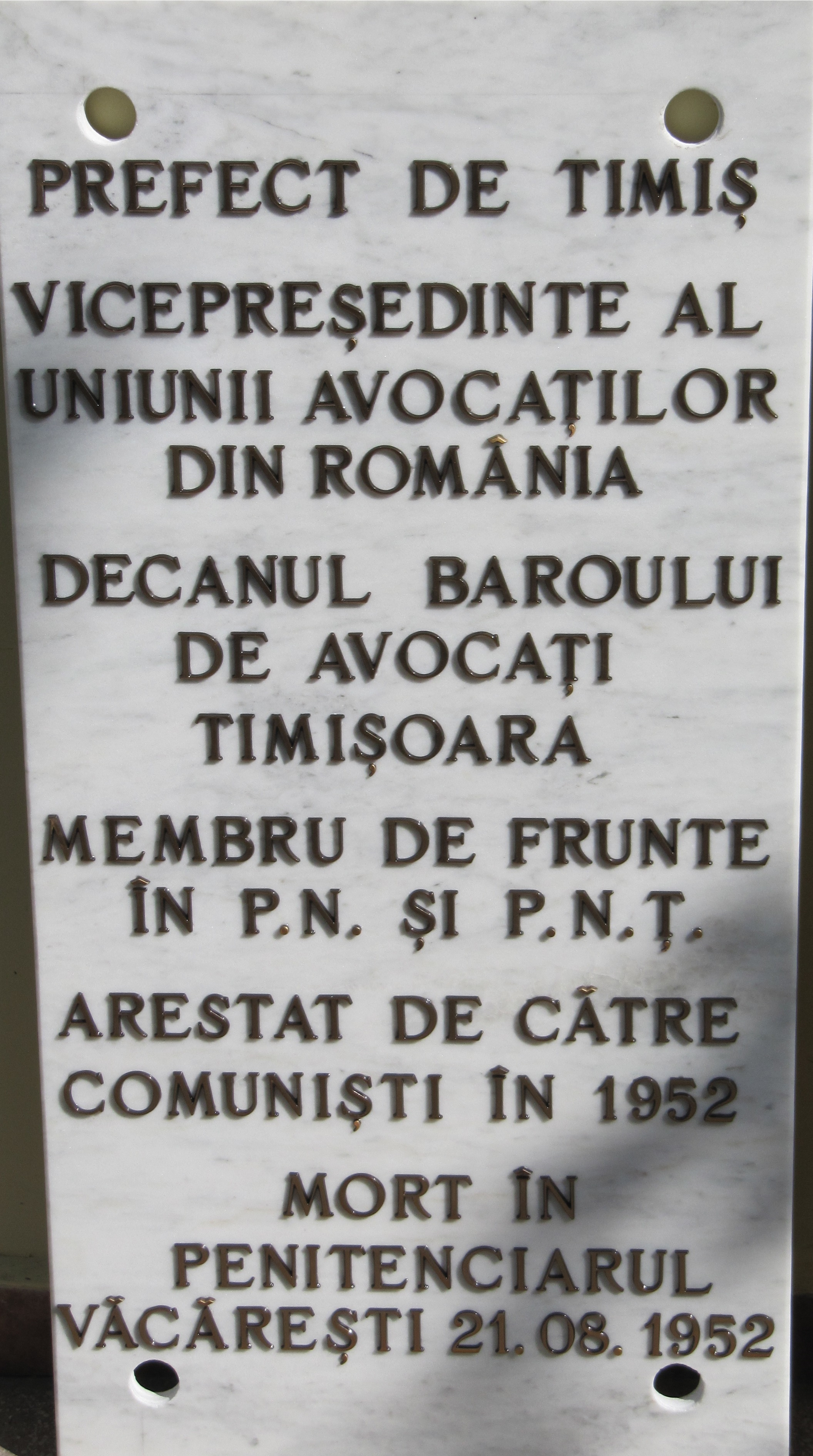
Liviu Cigăreanu, Placa memorială destinată pentru holul casei din Timișoara, str. T. Cipariu nr. 2
- Marele Arbore Genealogic al Familiei Ratiu de Noslac (Nagylak), fond alb, 17.01.2022
- Marele Arbore Genealogic al Familiei Ratiu de Noslac (Nagylak), fond pergament, actualizat la data de 20.09.2023